# Ágnes Hranitzky
Ágnes Hranitzky (ur. 4 lipca 1945 w Derecske) – węgierska montażystka, reżyserka, scenarzystka i producentka filmowa, wieloletnia współpracowniczka i żona znanego reżysera Béli Tarra. 

## Życiorys
Ágnes Hranitzky rozpoczęła pracę w latach 70. jako montażystka filmów węgierskich. W 1981 roku rozpoczęła współpracę z reżyserem Bélą Tarrem, montując film The Outsider. Od tamtej robiła montaże wszystkich filmów Tarry, który stał się także jej partnerem w życiu i mężem. W 1983 roku była producentką i współscenarzystą, wraz z mężem, który także reżyserował, adaptacji filmowej sztuki Szekspira Makbet, realizowanej dla telewizji węgierskiej. Film ten stał się przełomowym w karierze Tarra i zdobył wiele nagród. 
W 2000 roku współpracowała z nim jako reżyser przy kręceniu filmu Harmonie Werckmeistera, który powstał w oparciu o powieść László Krasznahorkai Melancholia sprzeciwu. W 2007 ponownie współreżyserowała z mężem film Człowiek z Londynu, który miał swoją premierę podczas 60. MFF w Cannes. W 2011 oprócz montażu także współreżyserowała film Koń turyński. Miał on swoją premierę w 2011 na 61. MFF w Berlinie, gdzie otrzymał Srebrnego Niedźwiedzia – Grand Prix Jury. 

## Filmografia

### Montaż
- 1972: Hajlékot embernek film dokumentalny
- 1975: Az utolsó tánctanár
- 1976: Segesvár
- 1978: Dübörgö csend
- 1980: Harcmodor
- 1981: Outsider
- 1981: Anna
- 1982: Ludzie z prefabrykatów
- 1984: Jesienny almanach
- 1988: Potępienie
- 1990: Ostatni statek
- 1994: Szatańskie tango
- 2000: Harmonie Werckmeistera, tyt. oryg. Werckmeister harmóniák
- 2007: Töredék
- 2007: Człowiek z Londynu, tyt. oryg. A londoni férfi
- 2011: Koń turyński, tyt. oryg. A torinói ló

### Współreżyser
- 2000: Harmonie Werckmeistera, tyt. oryg. Werckmeister harmóniák
- 2004: Wizje Europy, tyt. oryg. Visions of Europe
- 2007: Człowiek z Londynu, tyt. oryg. A londoni férfi
- 2011: Koń turyński, tyt. oryg. A torinói ló

### Producent
- 1983: Makbet, tyt. oryg. Macbeth